# گوازیلا
گوازیلا (به ایتالیایی: Guasila) یک کومونه در ایتالیا است که در استان کالیاری واقع شده‌است.

## خصوصیات
گوازیلا ۴۳٫۵ کیلومترمربع مساحت و ۲٬۸۷۱ نفر جمعیت دارد.